# Region duszpasterski Zachodni (archidiecezja Matki Bożej w Moskwie)
Region duszpasterski Zachodni – jeden z trzech regionów duszpasterskich rzymskokatolickiej archidiecezji Matki Bożej w Moskwie w Rosji.
Dziekanem regionu duszpasterskiego Zachodniego znajdującego się na terenie obwodu królewieckiego do 2020 r. był ks. Jerzy Steckiewicz.

## Parafie
W skład regionu duszpasterskiego Zachodniego wchodzi 22 parafie.
- Bagrationowsk – parafia św. Bonifacego.
- Bałtyjsk – parafia Najświętszego Imienia Jezus.
- Bolszakowo – parafia św. Jana Chrzciciela.
- Gwardiejsk – parafia św. Jozefa.
- Gusiew – parafia św. Apostola Andrzeja.
- Zalesie – parafia ?
- Znamiensk – parafia Matki Bożej Bolesnej.
- Królewiec:
  - – parafia św. Alberta.
  - – parafia św. Rodziny.
- Krasnoznamiensk – parafia św. Antoniego.
- Mamonowo – parafia Zaśnięcia Przenajświętszej Maryi Panny.
- Nieman – parafia Świętego Ducha.
- Niestierow – parafia Świętego Serca Jezusa.
- Oziersk – parafia ?
- Otważnoje – parafia Bozego Miłosierdzia.
- Pionierskij – parafia Matki Bożej Nieustającej Pomocy.
- Pazdolnoje – parafia Narodzenia Przenajświętszej Maryi Panny.
- Swietłyj – parafia św. Apostołów Piotra i Pawła.
- Sławsk – parafia św. Franciszka.
- Sowieck – parafia Zmartwychstania Pańskiego.
- Czerniachowsk –parafia św. Brunona.
- Jantarnyj – parafia Matki Bożej Miłosierdzia.

Na terenie regionu znajdują się 2 kościoły dojazdowe w: Lipkach, Polesku.